# Caso egresivo
El caso egresivo (abreviado egre) marca el comienzo de un movimiento desde una ubicación aproximada o un momento en el tiempo.
Este caso se usa en el idioma udmurto y veps (ambas pertenecen a las lenguas urálicas ).